# Велешковец
Велешковец је насељено место у саставу општине Златар-Бистрица у Крапинско-загорској жупанији, Хрватска. До територијалне реорганизације у Хрватској налазио се у саставу старе општине Златар-Бистрица.

## Становништво
На попису становништва 2011. године, Велешковец је имао 262 становника.

## Попис1991.
На попису становништва 1991. године, насељено место Велешковец је имало 307 становника, следећег националног састава:
| Попис 1991.‍ | Попис 1991.‍ | Попис 1991.‍ | Попис 1991.‍ | Попис 1991.‍ |
| ----------- | ----------- | ----------- | ----------- | ----------- |
|             |             |             |             |             |
| Хрвати      | Хрвати      |             | 305         | 99,34%      |
| Словенци    | Словенци    |             | 1           | 0,32%       |
| непознато   | непознато   |             | 1           | 0,32%       |
| укупно: 307 |             |             |             |             |